# Sci alpino al X Festival olimpico invernale della gioventù europea
Le gare di sci alpino si sono svolte nella stazione sciistica di Ještěd, nei pressi di Liberec, dal 13 al 18 febbraio 2011. In programma cinque gare.

## Podi
| Gara                      | Oro | Tempo   | Argento                                                                          | Tempo   | Bronzo | Tempo   |
| Slalom gigante maschile   | Henrik Kristoffersen                                                                                             | 1'36"92 | Emanuele Buzzi                                                                   | 1'37"43 | Justus Kuukka                                                                                                | 1'38"19 |
| Slalom speciale maschile  | Henrik Kristoffersen                                                                                             | 1'24"10 | Anthony Bonvin                                                                   | 1'25"05 | Adrian Smiseth Sejersted                                                                                     | 1'26"51 |
| Slalom gigante femminile  | Eli Plut | 1'40"79 | Karoline Pichler                                                                 | 1'41"70 | Sabrina Maier                                                                                                | 1'41"87 |
| Slalom speciale femminile | Charlotta Säfvenberg                                                                                             | 1'24"89 | Eli Plut                                                                         | 1'24"92 | Sabrina Maier                                                                                                | 1'25"87 |
| Gigante parallelo misto   | Svezia Lisa Blomqvist Charlotta Säfvenberg Magdalena Fjällström Dan Axel Grahn Felix Monsen Max-Gordon Sundquist |         | Svizzera Rahel Kopp Corinne Suter Samuel Antonin Emanuel Bellwald Anthony Bonvin |         | Italia Valentina Cillara Rossi Karoline Pichler Federica Sosio Emanuele Buzzi Michele Gualazzi Daniele Sorio |         |

## Medagliere
| Posizione | Paese     | Oro | Argento | Bronzo | Totale |
| --------- | --------- | --- | ------- | ------ | ------ |
| 1         | Norvegia  | 2   | 0       | 1      | 3      |
| 2         | Svezia    | 2   | 0       | 0      | 2      |
| 3         | Slovenia  | 1   | 1       | 0      | 2      |
| 4         | Italia    | 0   | 2       | 1      | 3      |
| 5         | Svizzera  | 0   | 2       | 0      | 2      |
| 6         | Austria   | 0   | 0       | 2      | 2      |
| 7         | Finlandia | 0   | 0       | 1      | 1      |
| Totale    | Totale    | 5   | 5       | 5      | 15     |